# Pasquale Squitieri
Pasquale Squitieri (Napoli, 27 novembre 1938 – Roma, 18 febbraio 2017) è stato un regista, sceneggiatore e politico italiano.

## Biografia

### Attività cinematografica
Nato a Napoli il 27 novembre 1938 era originario del popolare rione Sanità; dopo aver conseguito la laurea in giurisprudenza, aver collaborato per il ministro Alfredo De Marsico, ed aver lavorato per qualche tempo come giornalista  per il quotidiano Paese Sera, negli anni sessanta è impiegato al Banco di Napoli. Ha partecipato a produzioni teatrali sia come attore che come autore, lavorando con Giuseppe Patroni Griffi e con Francesco Rosi, mentre debutta nel cinema come regista e sceneggiatore con Io e Dio (1969), prodotto da Vittorio De Sica e, sulla falsariga di registi come Sergio Leone si dedicherà brevemente al genere spaghetti western con Django sfida Sartana (1970) e La vendetta è un piatto che si serve freddo (1971), entrambi da lui firmati con lo pseudonimo William Redford.
In seguito, Squitieri abbandona il suo nome d'arte e si occupa di tematiche più attuali e realtà allora poco raccontate della società italiana. Pellicole come L'ambizioso (1975), Il prefetto di ferro (1977) e Corleone (1978) riguardano i contatti tra mafia e politica; Viaggia, ragazza, viaggia, hai la musica nelle vene (1973) e Atto di dolore (1990) hanno come tema principale la droga; Gli invisibili (1988) il terrorismo; L'avvocato De Gregorio (2003) le cosiddette “morti bianche”; Razza selvaggia (1980) e Il colore dell'odio (1989) l'argomento dell'immigrazione.
Squitieri era noto soprattutto per i suoi film storico-politici, alcuni dei quali valsero non poche critiche. Tra questi sono da citare I guappi (1974), Claretta (1984) e Li chiamarono... briganti! (1999), film sul brigantaggio postunitario che narra la storia del suo maggior rappresentante Carmine Crocco. Quest'ultimo fu ritirato dopo pochi giorni dalle sale cinematografiche in circostanze mai chiarite: secondo alcuni per l'insuccesso al botteghino, per altri perché boicottata e tacciata di revisionismo.

### Attività politica
Nel 1971 sottoscrisse la lettera aperta a L'Espresso sul caso Pinelli e nell'ottobre dello stesso l'autodenuncia pubblicata su Lotta Continua in cui esprimeva solidarietà verso alcuni militanti e direttori responsabili del giornale inquisiti per istigazione a delinquere a causa del contenuto violento di alcuni articoli, impegnandosi a «combattere un giorno con le armi in pugno contro lo Stato».
Negli anni si spostò a destra e fu candidato ed eletto senatore nelle liste di Alleanza Nazionale nel 1994 nel collegio di Andria-Barletta. In quella legislatura fece parte delle commissioni Industria, commercio, turismo, e vigilanza Rai.
Nel 1996 si è ricandidato al Senato con il Polo per le Libertà nel collegio di Nola, ma ha ottenuto il 40,2% dei voti ed è risultato sconfitto dal rappresentante de l'Ulivo, Aldo Masullo.
Si è poi iscritto al Partito Radicale Transnazionale, e ha collaborato ad alcune campagne del Partito Radicale stesso. Nel 2013 si è espresso molto duramente contro l'europarlamentare leghista Mario Borghezio, affermando che "fa schifo, bisogna eliminarlo fisicamente", paragonandolo ai nazisti del processo di Norimberga. Il 9 luglio 2015 gli è stato revocato il vitalizio, insieme ad altri nove ex deputati e otto ex senatori.

### Vita privata
È stato sposato con Silvana Filotico con cui ebbe i figli Paola, Vittoria e Mario, mentre  è stato legato sentimentalmente dagli anni settanta alla famosa attrice Claudia Cardinale, con la quale ha avuto la sua quarta figlia, Claudine. Insieme hanno avuto un lungo sodalizio artistico, Cardinale ha recitato in molti suoi film di successo come Il prefetto di ferro, Corleone, Claretta, Li chiamarono... briganti! e I guappi. Dal 2003 è stato legato sentimentalmente all'attrice e cantante Ottavia Fusco, che ha sposato nel dicembre 2013. In passato è guarito da un tumore, ma ha poi affermato di continuare a fumare accanitamente.

### Morte
È morto la mattina del 18 febbraio 2017 a Roma presso la clinica "Villa San Pietro" all'età di 78 anni per complicazioni respiratorie. Soffriva da tempo di un enfisema dovuto al fumo, nonché di difficoltà di deambulazione conseguite ad un grave incidente occorsogli l'anno precedente.
Il funerale è stato prima celebrato a Roma in piazza del popolo, in una delle cappelle gemelle, in cui vengono celebrati spesso i funerali degli artisti e successivamente il feretro è stato trasferito a Napoli  per la celebrazione nella chiesa di Santa Maria dei Vergini alla Sanità, dov'era stato battezzato. È sepolto nella cappella di famiglia nel cimitero monumentale di Poggioreale a Napoli.

### Procedimenti giudiziari
Negli anni sessanta fu arrestato e poi assolto per una rissa con un poliziotto che aveva insultato l'attrice Anna Maria Guarnieri. Nel 1981 fu condannato a 1 anno di carcere, scontando cinque mesi, per il reato di peculato, nella sostanza per aver fatto pagare un assegno poi risultato falso, fatto accaduto nel 1966, quando era impiegato al Banco di Napoli.

## Filmografia

### Cinema
- Io e Dio (1969)
- Django sfida Sartana (1970)
- La vendetta è un piatto che si serve freddo (1971)
- Camorra (1972)
- Viaggia, ragazza, viaggia, hai la musica nelle vene (1973)
- I guappi (1974)
- L'ambizioso (1975)
- Il prefetto di ferro (1977)
- L'arma (1978)
- Corleone (1978)
- Razza selvaggia (1980)
- Claretta (1984)
- Il pentito (1985)
- Russicum - I giorni del diavolo (1988)
- Gli invisibili (1988)
- Il colore dell'odio (1989)
- Atto di dolore (1990)
- Corsica (1991)
- Stupor mundi (1997)
- Li chiamarono... briganti! (1999)
- L'avvocato De Gregorio (2003)
- Father (2011)
- L'altro Adamo (2014)

### Televisione
- La segnorina, episodio della serie TV Dieci registi italiani, dieci racconti italiani (1983)
- Naso di cane - miniserie TV in 3 episodi (1986)
- Élisabeth - Ils sont tous nos enfants - film TV (2000)
- Il giorno della Shoah - film TV (2010) prodotto da Mediaset in collaborazione con Mask production e Massimiliano Maria Collalti